# Benedikt Balthasar Herrlein
Benedikt Balthasar Herrlein (* ca. 1750; † 1809 in Diebach b. Hammelburg) war ein katholischer Priester und Dichter.

## Leben
Über die Herkunft und Jugend von Herrlein konnte bislang nichts festgestellt werden. Aus seiner Immatrikulation als Poetikstudent an der Lateinschule in Hammelburg (der Artistenvorschule der Universität Fulda, Vorgängerin des Frobenius-Gymnasium Hammelburg) am 6. Februar 1766 lässt sich schließen, dass er um 1750 geboren wurde und zur Malerfamilie Herrlein gehört. Das darauf folgende Studium in Fulda schloss er am 14. Juni 1769 ab. Von 1779 bis 1790 war er Professor der lateinischen, griechischen und deutschen Sprache am Gymnasium Fulda, seit 1787 dort auch Professor für Geographie. Im Jahr 1790 wurde er Pfarrer in Diebach und blieb in dieser Stellung bis zu seinem Tod 1809.

## Werke
Herrlein verfasste literaturtheoretische Schriften und vor allem Lobgedichte auf regionale Persönlichkeiten und Ereignisse.
- Theses philosophicae ex physica et mechanica, (= Phil. Disp. des B. B. Herrlein vom 14. Juni 1769), Fulda: J. Chr. Dempter 1769 [4 S.]
- Unterschied zwischen Prose und Poesie, o. O. 1779 [18 S.]
- Rede auf das bevorstehende doppelte Jubiläum zween fuldischer Aebbte, Fulda: Stahel 1779 [48 S.]
- Gesänge als der wohlgeborne und hochgelehrte Herr Herr Theodor Philipp Reuber (...) dem hochwürdigen und hochgelehrten Herrn P. Konrad Ebert (...) der Rechtsgelehrtheit Doktorhut aufsetzte, Fulda: Stahel 1781 [20 S.] (Digitalisat in der Deutschen Digitalen Bibliothek)
- Die äsopische Fabel nach der Theorie und durch Muster, Fulda: Stahel 1782 [21 S.]
- Die Jubelfeste Seiner Hochfürstlichen Gnaden, Heinrichs des achten, unseres hochwürdigst-gnädigsten Fürsten, Bischofes und Abtes, Fulda: Stahel 1785 [30 S.]
- Rede auf seiner Hochfürstlichen Gnaden Bischöffliches Jubiläum am 14. des Herbstmonats, 1785, Fulda: Stahel 1785 [30 S.]
- Die glückliche Wahl Adalbertus des Dritten aus dem Reichsfreiherrlichen Hause von Harstall zum Bischoffe, Fürsten und Abte zu Fuld, Fulda: Stahel 1788 [6 S.]
- Die Weihe Seiner Hochfürstlichen Gnaden Adalbertus des Dritten zum Bischoffe zu Fuld, den 24. des Maien 1789, Fulda: Stahel 1789 [14 S.]